# Zaak-Awa
De Zaak-Awa was een rechtszaak tegen de destijds 16-jarige Awa al. A., een Nederlandse jongen van Iraaks-Koerdische afkomst uit Leeuwarden. In de media wordt Awa al A. veelal kortweg aangehaald als Awa of als de rapper Awa. Volgens Awa al. A. staat Awa pseudoniem voor "Alles wordt anders".
Hij haalde het landelijke nieuws nadat hij in augustus 2004 op 16-jarige leeftijd zijn toenmalige vriendin overgoot met terpentine en in brand stak. Een week na de daad maakte de jongen een rap, waarin hij spijt betuigt van zijn daad en een bekentenis aflegt. De jongen zong over zijn daad waarbij zijn vriendin in het Martini Ziekenhuis te Groningen belandde met 2e en 3e-graads brandwonden, nadat ze eerst werd bedreigd en vervolgens werd bewerkt met een mes op haar borstkas en tweemaal in brand gestoken werd.
Awa bleek een grote manipulator die meerdere meisjes en jongens mishandelde, of liet mishandelen. Onder andere door zijn rapgroep L.O.R.D.S. Het Openbaar Ministerie heeft de jongen als volwassene vervolgd. Hij werd veroordeeld tot 18 maanden cel en tbs met dwangverpleging.
In maart 2010 verscheen in de (Nieuwe) Revu een drieluik over het leven van Awa al. A.en zijn opvattingen over zijn TBS-behandeling. In die maand probeerde de inmiddels 22-jarige Awa ook een single en videoclip vanuit de tbs-kliniek de Rooyse Wissel uit te brengen. Dit leidde tot veel verontwaardiging in de samenleving. Na een kort geding aangespannen door het slachtoffer heeft de rechter besloten dat deze niet uitgebracht mochten worden.